# Fissidens muelleri
Fissidens muelleri là một loài Rêu trong họ Fissidentaceae. Loài này được (Hampe) Mitt. mô tả khoa học đầu tiên năm 1882.